# Bjørn Magnussen
Bjørn Magnussen (Trondheim, 2 januari 1998) is een Noors langebaanschaatser met een specialisatie voor de korte afstanden.

## Records

### Persoonlijke records
Persoonlijke records bijgewerkt tot en met 17 februari 2024.
| Afstand    | Tijd    | Datum            | Baan       |
| ---------- | ------- | ---------------- | ---------- |
| 500 meter  | 34,28   | 16 februari 2024 | Calgary    |
| 1000 meter | 1.08,17 | 12 december 2021 | Calgary    |
| 1500 meter | 1.54,94 | 22 maart 2015    | Calgary    |
| 3000 meter | 4.22,53 | 7 maart 2014     | Heerenveen |

## Resultaten
| Jaar | EK Sprint               | WK Sprint               | WK Afstanden                     | Olympische Spelen  |
| ---- | ----------------------- | ----------------------- | -------------------------------- | ------------------ |
| 2019 | DNF3 (10e, 13e, DNF, -) |                         | 22e 500m DQ teamsprint           |                    |
| 2020 |                         |                         | teamsprint                       |                    |
| 2021 | DQ (7e, 18e, DQ, -)     |                         | 17e 500m                         |                    |
| 2022 |                         | 7e (8e, 15e, 4e, 10e)   |                                  | 17e 500m 25e 1000m |
| 2023 |                         |                         | 16e 500m · teamsprint            |                    |
| 2024 |                         | 15e (13e, 18e, 4e, 16e) | 5e 500m · 23e 1000m · teamsprint |                    |
| 2025 | 10e (5e, 12e, 6e, 14e)  |                         | 15e 500m 19e 1000m 4e teamsprint |                    |

(#, #, #, #) = afstandspositie op sprinttoernooi (500m, 1000m, 500m, 1000m).